# Castel dell'Ovo
Castel dell'Ovo ('Jajčni grad') je obmorski grad v Neaplju, ki stoji na nekdanjem otoku Megaride, zdaj polotoku, v Neapeljskem zalivu v Italiji. Ime gradu izhaja iz legende o rimskem pesniku Vergiliju, ki je v srednjem veku slovel kot velik čarovnik in napovedovalec prihodnosti. V legendi je Virgil postavil čarobno jajce v temelje za podporo utrdbam. Ostaja tam skupaj z njegovimi kostmi in če bi to jajce razbili, bi bil grad uničen in sledila bi vrsta katastrofalnih dogodkov za Neapelj. Grad stoji med okrožjema San Ferdinando in Chiaia, obrnjen proti Mergellini čez morje.

## Zgodovina v rimski dobi
Castel dell'Ovo je najstarejši grad v Neaplju. Otok Megaride je bil kraj, kjer so grški kolonisti Magna Graecia iz Cume ustanovili prvotno jedro mesta v 6. stoletju pred našim štetjem. Njegova lokacija ponuja odličen razgled na neapeljsko obalo in okolico.
V 1. stoletju pred našim štetjem je rimski patricij Lucij Licinij Lucul na tem mestu zgradil del veličastne vile, kasneje imenovane Castellum Lucullanum.
Sredi 5. stoletja našega štetja ga je utrdil Valentinijan III. To je bilo mesto, kamor je bil leta 476 izgnan eden zadnjih zahodnorimskih cesarjev Romul Avgustul. Evgipij je po letu 492 na tem mestu ustanovil samostan.

## Zgodovina od normanskih do napoleonskih osvajanj
Ostanke stavb iz rimskega obdobja in poznejših utrdb so porušili lokalni prebivalci v 9. stoletju, da bi preprečili njihovo uporabo saracenskim plenilcem. Prvi grad na tem mestu so zgradili Normani v 12. stoletju. Rogerij II. Sicilski je leta 1140 osvojil Neapelj in postavil Castel dell'Ovo za svoj sedež. Pomen Castel dell'Ovo je začel upadati, ko je kralj Karel I. Anžujski (vladal 1266–85) zgradil nov grad, Castel Nuovo, in tja preselil svoj dvor. Castel dell'Ovo je postal sedež kraljeve zbornice in državne zakladnice. Služil je tudi kot zapor. Leta 1191 je bila cesarica Svetega rimskega cesarstva Konstanca, Rogerijeva hči, ujeta med njenim bojem s svojim nečakom Tankredom, sicilskim kraljem za krono Sicilije. Sicilski kancler Matthew d'Ajello je pisal Tankredu in ga prepričeval, naj jo zapre na otok Castel dell'Ovo, da bi bila bolje varovana in izolirana od ljudi, in pisal plemiču Aligerno Cottone, zadolženemu za obrambo Neaplja, mu je naročil, naj ut imperatricem in Castro Salvatoris ad mare benè custodiat (ustrezno straži cesarico v 'gradu Odrešenika' (tj. Castel dell'Ovo) v morju). Vendar je bila Konstaca naslednje leto izpuščena in končno postala kraljica Sicilije. Leta 1268 je bil tukaj zaprt kralj Konradin pred sojenjem in usmrtitvijo. Tu so bili zaprti tudi otroci Manfreda, kralja Sicilije po porazu njihovega očeta v bitki pri Beneventu od Karla I. Anžujskega. Leta 1381 je bila tam nekaj časa zaprta tudi kraljica Ivana I. Neapeljska, potem ko se je bila pred atentatom prisiljena predati svojemu sovražniku Karlu Durazškemu, bodočemu Karlu III. Neapeljskemu.
Današnja oblika gradu je iz obdobja aragonske dominacije (15. stoletje) v Neaplju. Vendar pa so se pozneje zgodila popravila, ko sta grad med italijanskimi vojnami bombardirala francosko in špansko topništvo. V kratkotrajni Neapeljski republiki leta 1799 so izbruhi spopadov med zagovorniki novega režima in pro-Bourbonom naklonjeni segmenti prebivalstva privedli do uporabe grajskega topništva.
Po dolgem obdobju propadanja so bile utrdbe gradu ob prenovi, ki se je začela leta 1975, obsežno popravljena.

## Grad danes
V 19. stoletju je bilo v neposredni vzhodni bližini gradu ustanovljeno majhno naselje ribičev, znano kot Borgo Marinaro, ki je danes oblikovano v marini in njenih restavracijah. Tloris gradu je pravokoten, najširši približno 200 × 45 metrov, visoka bastijona pa gleda na nasip, ki ga povezuje z obalo. Nasip, ki meri nekaj več kot 100 metrov, je priljubljena lokacija za poročno fotografiranje mladoporočencev. Grajske stavbe se danes uporabljajo kot prostori za razstave in z njimi povezane kulturne prireditve. Rt, ki se razteza do grajskega pročelja na njegovem jugovzhodu, je bil verjetno uporabljen kot pomol, ki bi ga ščitil velik okrogel stolp tik ob južni konici gradu.
Podvodni arheologi so v morju ob gradu odkrili nekaj, kar je videti kot 2500 let staro pristanišče, povezano z izvorom prve grške naselbine Paleopolis (ki je bila pred starodavnim mestom Neapolis, zdaj Neapelj). Tik ob gradu so bili potopljeni štirje predori, 3,5 m široka ulica z brazdami, ki so skladne s prometom vozov, in jarek, verjetno zgrajen kot obrambna struktura za vojake. Odkritje je bilo objavljeno marca 2018, po identifikaciji prvotnega pristanišča Neapolis septembra 2017.